# ガストン・ベルジェ大学
ガストン・ベルジェ大学は、セネガル共和国サンルイ市にある国立大学。1990年設立。ダカールのシェイク・アンタ・ジョップ大学に次ぐ、セネガルで二番目の国立大学である。大学名は、サンルイ生まれの哲学者、ガストン・ベルジェの名に由来する。

## 学部・学科
- 人文科学部
  - 英語学科
  - フランス語学科
  - 地理学科
  - 応用外国語学科
  - 社会学科

- 経済経営学部
  - 農業経営学科
  - 情報経営学科

- 理工学部
  - 応用数学科
  - 情報学科
  - 物理学科

- 法学政治学部
  - 企業法学科（私法）
  - 地方自治体法学科（公法）
  - 政治科学部